# سای۳ ارابه‌ران
سای۳ ارابه‌ران یک ستاره است که در صورت فلکی ارابه‌ران قرار دارد.